# Universell tid
Universell tid, UT, även världstid, är ett samlingsnamn för tidsskalor som baseras på jordens rotation men justerade för att vara mer noggranna än jordens oregelbundna roterande.

## Historik
Den första universella tiden infördes 1884 och kallades Greenwich Mean Time (GMT). Denna var till definitionen identisk med dagens UT1, men när den ersattes 1972 var det atomursbestämda UTC som blev ny officiell världstid.
UT innebär i praktiken samma sak som GMT och baseras liksom den från nollmeridianen som går genom Observatoriet i Greenwich. Tidsskalan har en nollpunkt vid midnatt och bygger direkt på astronomiska observationer.

## Varianter
Det finns flera varianter av universell tid:
- UT0
- UT1
- UT2
- UTC ("koordinerad universell tid")